# Mulheres na África
Mulheres na África são mulheres que nasceram, vivem e são do continente africano. A cultura, evolução e história das mulheres africanas refletem a evolução e a história do próprio continente africano. Vários estudos curtos sobre a história das mulheres nos países africanos foram realizados. Muitos estudos focam os papéis históricos e o status das mulheres em países e regiões específicos, como Egito, Etiópia, Marrocos, Nigéria, Lesoto, e a África subsaariana. Recentemente, os estudiosos começaram a focar na evolução do status das mulheres ao longo da história da África, usando fontes menos comuns, como canções do Malawi, técnicas de tecelagem em Sokoto e linguística histórica.
O status das mulheres na África varia entre nações e regiões. Por exemplo, a Ruanda é o único país do mundo em que as mulheres ocupam mais da metade dos assentos no parlamento — 51,9% em julho de 2019, mas Marrocos só tem uma ministra em seu gabinete. Esforços significativos em direção à igualdade de gênero foram feitos através da criação da Carta Africana dos Direitos Humanos e dos Povos, que incentiva os Estados membros a acabar com a discriminação e a violência contra as mulheres. Com exceção de Marrocos e Burundi, todos os estados africanos adotaram esta carta. No entanto, apesar desses avanços em direção à igualdade, as mulheres ainda enfrentam várias questões relacionadas à desigualdade de gênero, como níveis desproporcionais de pobreza e educação, saúde e nutrição precárias, falta de poder político, participação limitada da força de trabalho, violência baseada em gênero, violência de gênero, mutilação genital feminina e casamento infantil.

## História das mulheres africanas
O estudo da história das mulheres africanas surgiu como um campo logo após a história africana se tornar um assunto acadêmico amplamente respeitado. Historiadores como Jan Vansina e Walter Rodney forçaram a academia ocidental a reconhecer a existência de sociedades e estados africanos pré-coloniais após os movimentos de independência africana da década de 1960, embora se concentrassem principalmente na história dos homens. Ester Boserup, estudiosa de economia histórica, publicou seu livro inovador, Papel da Mulher no Desenvolvimento Econômico, em 1970. Este livro ilustrou o papel central que as mulheres tiveram na história da África como produtoras econômicas e como esses sistemas foram interrompidos pelo colonialismo. Na década de 1980, os estudiosos haviam captado tópicos da história das mulheres africanas em todo o continente. Por exemplo, o estudo de George Brooks de 1976 sobre mulheres comerciantes no Senegal pré-colonial, o estudo de Margaret Jean Hays em 1976 sobre como as mudanças econômicas no Quênia colonial afetaram as mulheres Luo e o estudo de Kristin Mann em 1985 sobre casamento na Nigéria. Com o tempo, os historiadores debateram o papel e o status das mulheres na sociedade pré-colonial versus colonial, exploraram como as mulheres lidavam com formas de opressão em mudança, examinaram como fenômenos como a domesticidade se tornaram gênero, desenterraram os papéis das mulheres nas lutas nacionais pela independência e até argumentaram que a categoria de "mulher" em alguns casos não pode ser aplicada em contextos pré-coloniais. Demonstrou-se que as mulheres são atores históricos, econômicos e sociais essenciais em praticamente todas as regiões da África há séculos.

## Cultura

### Em casa
Desde a década de 1940 até a declaração de independência de Marrocos da França em 1956, as mulheres marroquinas viveram em unidades familiares que eram "famílias fechadas" ou haréns. A tradição do estilo de vida do harém para as mulheres terminou gradualmente com a independência de Marrocos da França em 1956. A divisão tradicional do trabalho em Senegal via as mulheres senegalesas como responsáveis pelas tarefas domésticas, como cozinhar, limpar e cuidar das crianças. Eles também foram responsáveis por uma grande parte do trabalho agrícola, incluindo a remoção de ervas daninhas e a colheita de culturas comuns, como o arroz. Nas últimas décadas, as mudanças econômicas e a urbanização levaram muitos jovens a migrar para cidades como Dakar. As mulheres rurais se envolvem cada vez mais no gerenciamento dos recursos florestais das aldeias e na operação de moinhos de milho e arroz.

### Na sociedade
A discriminação de gênero foi solidificada em todo o continente durante a era colonial. Durante a era pré-colonial, as mulheres mantinham chefias por direito próprio, e algumas tribos mantinham tradições para transmitir direitos dinásticos através da linha matrilinear. No entanto, o colonialismo corroeu o poder dessas chefias, o que foi enfrentado por uma oposição feroz, como o caso da revolta das mulheres de Abeokuta na Nigéria. Após a independência, os estados soberanos solidificaram as normas de gênero e as estruturas de classe, pois a primeira e a segunda gerações de administrações africanas falharam em restaurar os poderes tradicionais das mulheres. Isso levou a mais oposição e, ao longo das últimas décadas, houve uma melhoria significativa na situação.
As fêmeas tituladas ao longo da história da África incluem Fatim Beye, Ndoye Demba e Ndate Yalla Mbodj do Senegal, Moremi, Idia, Amina, Orompoto, Nana Asma'u e Madame Tinubu da Nigéria, Yaa Asantewaa de Gana, Yennenga de Burkina Faso, Hangbe do Benin, Makeda, Zawditu e Embet Ilen da Etiópia e Eritreia, Nandi da África do Sul e Hatshepsut do Egito. Todas são saudadas como inspiração para as mulheres africanas contemporâneas. Muitas das mulheres contemporâneas intituladas da África são membros da Rede de Rainhas e Mulheres Culturais Africanas, uma organização voluntária.

## Educação

### África subsaariana
Embora os países da África Subsaariana tenham feito progressos consideráveis no fornecimento de acesso igual à educação para meninos e meninas, 23% das meninas não recebem educação primária. Fatores como a classe social de uma menina e a educação da mãe influenciam fortemente sua capacidade de obter uma educação. Sem acesso fácil às escolas, as mães costumam ser a primeira e talvez única forma de educação que uma menina pode receber. Na Costa do Marfim, as meninas têm 35 vezes mais chances de frequentar o ensino médio se o pai se formar na faculdade. Com 40% das meninas se casando antes dos 18 anos na África subsaariana, as meninas são frequentemente forçadas a abandonar a escola para iniciar famílias. O casamento precoce reforça a crença cultural de que educar filhas é um desperdício de recursos, porque os pais não receberão nenhum benefício econômico depois que a filha for casada com outra família. Isso leva ao fenômeno conhecido como preferência do filho, onde as famílias escolhem enviar seus filhos para a escola, em vez de suas filhas, devido ao benefício econômico que a educação de filhos proporciona à família. Além disso, as meninas que frequentam a escola tendem a frequentar escolas de qualidade inferior. As escolas de má qualidade caracterizam-se pela falta de oferta de cursos e pela fraca preparação para a força de trabalho. Outra questão nos sistemas educacionais é a segregação das disciplinas escolares por gênero. As meninas são mais propensas a fazer cursos de ciências e biologia domésticas, enquanto os meninos são mais propensos a fazer matemática, química, engenharia e treinamento vocacional. Segundo o Instituto de Estatística da UNESCO, 58,8% das mulheres são alfabetizadas em 2018. No entanto, as taxas de alfabetização na África Subsaariana variam muito, como exemplo, o Chade, com uma taxa de alfabetização feminina de 14% em comparação com 96% das Seychelles.

#### África do Sul
De acordo com a análise de Rowena Martineau sobre as disparidades educacionais entre homens e mulheres na África do Sul, as mulheres têm sido historicamente negligenciadas no sistema educacional. Algumas barreiras que as mulheres enfrentam ao receber educação são que sua educação é menos priorizada que seus irmãos, a agressão sexual é um medo comum e uma ocorrência generalizada, e as pressões sociais para se casar e iniciar uma família, tudo isso dificulta a oportunidade das mulheres de se educarem. Além disso, as mulheres optam por estudar enfermagem e ensino acima de qualquer outra profissão, o que as impede de ingressar em empregos mais bem remunerados na STEM, o que também contribui para a desigualdade de gênero.

#### Serra Leoa
Desde a fundação da Serra Leoa em 1787, as mulheres na Serra Leoa têm sido uma grande influência no desenvolvimento político e econômico da nação. Eles também tiveram um papel importante no sistema educacional, fundando escolas e faculdades, com algumas como Hannah Benka-Coker sendo homenageada com a construção de uma estátua por suas contribuições e Lati Hyde-Forster, primeira mulher a se formar na Fourah Bay College, sendo homenageada com um diploma de doutorado em direito civil.

#### Angola
Em Angola, grupos como a Organização das Mulheres Angolanas foram fundados para facilitar o acesso à educação e à capacidade de voto. A organização também defendeu a aprovação de leis antidiscriminação e de alfabetização.

### Norte da África
Os sete países - Argélia, Egito, Líbia, Marrocos, Sudão, Tunísia e Saara Ocidental - que compõem o norte da África têm ambientes educacionais únicos devido à sua riqueza relativa e forte fé islâmica. As normas e os papéis de gênero são definidos com rigor para proteger a honra e a modéstia de uma mulher, que inadvertidamente se tornaram barreiras para as mulheres que recebem educação igual à dos homens, pois espera-se que as mulheres fiquem em casa e criem uma família. Essas expectativas de gênero desvalorizam a educação das mulheres e impedem o acesso das meninas à educação. Como resultado, países do norte da África, como Egito e Marrocos, apresentam taxas mais altas de analfabetismo para as mulheres do que outros países com PIB semelhante. Semelhante à África Subsaariana, as mulheres estão desproporcionalmente super-representadas nas profissões de ensino, medicina e bem-estar social. Os estereótipos de gênero são ainda reforçados pelo fato de que apenas 20% das mulheres fazem parte da força de trabalho. Isso cria um ciclo negativo no qual as mulheres devem ficar em casa, impedindo-as de mais oportunidades educacionais e criando barreiras para que as mulheres obtenham a educação e as habilidades necessárias para encontrar um emprego remunerado.

#### Marrocos
A taxa de alfabetização feminina no Marrocos é de 65%, o que ainda é significativamente menor do que a taxa de alfabetização feminina no norte da África, de 73%.  As mulheres marroquinas vivem sob uma estrutura forte de papéis e expectativas de gênero aceitáveis. O estudo de Agnaou, em 2004, descobriu que, para 40% das mulheres analfabetas, o maior obstáculo para as mulheres se alfabetizarem eram os pais. Devido às visões sociais de "alfabetização" e "educação" como masculinas, não há um forte impulso político para educar as mulheres em Marrocos. Houve várias campanhas de alfabetização executadas pelo governo, como a criação da Diretoria de Alfabetização de Adultos em 1997 e a Carta Nacional de Educação e Treinamento. Essas campanhas de alfabetização tiveram sucesso variado na redução do analfabetismo devido ao financiamento limitado, falta de recursos humanos e inércia cultural.

## Política

### Norte da África

#### Argélia
A Argélia é considerada uma nação relativamente liberal e o status das mulheres reflete isso. Ao contrário de outros países da região, a igualdade para as mulheres está consagrada nas leis e na constituição da Argélia. Eles podem votar e concorrer a posições políticas.

#### Líbia
Desde a independência, os líderes líbios se comprometeram a melhorar a condição das mulheres, mas dentro da estrutura dos valores árabes e islâmicos. Central para a revolução de 1969 foi o empoderamento das mulheres e a remoção do status inferior.

#### República Democrática Árabe do Saara
Mulheres na República Democrática Árabe do Saara são mulheres que nasceram, que vivem ou são da República Democrática Árabe do Saara (SADR) na região do Saara Ocidental. Na sociedade saharaui, as mulheres compartilham responsabilidades em todos os níveis de sua comunidade e organização social. O artigo 41 da Constituição da República Democrática Árabe do Saharaui assegura que o Estado prossiga "a promoção da mulher e [sua] participação política, social e cultural na construção da sociedade e no desenvolvimento do país".

### África Ocidental

#### Benin
O estado dos direitos das mulheres no Benin melhorou acentuadamente desde a restauração da democracia e a ratificação da Constituição, e a aprovação do Código Pessoal e Familiar em 2004, que substituíram vários costumes tradicionais que tratavam sistematicamente as mulheres de maneira desigual. Ainda assim, a desigualdade e a discriminação persistem. Poligamia e casamento forçado são ilegais, mas ainda ocorrem.

#### Nigéria
A liberdade e o direito de as mulheres na África participarem dos processos de liderança e eleitorais diferem por país e até grupos étnicos dentro da mesma nação. Por exemplo, na Nigéria, as mulheres no sul da Nigéria tinham o direito de votar desde 1950 e disputavam cadeiras nas eleições nigerianas de 1959, enquanto as mulheres no norte da Nigéria não podiam votar ou disputar até 1976.

### África Central

#### República Democrática do Congo
As mulheres na República Democrática do Congo não alcançaram uma posição de plena igualdade com os homens, continuando sua luta até hoje. Embora o regime Mobutu tenha respeitado o importante papel das mulheres na sociedade, e embora as mulheres gozem de alguns direitos legais (por exemplo, o direito de possuir propriedade e o direito de participar dos setores econômico e político), as restrições legais e personalizadas ainda limitam suas oportunidades. De 1939 a 1943, mais de 30% das mulheres congolesas adultas em Stanleyville (hoje Kisangani) foram registradas. Os impostos que pagaram constituíram a segunda maior fonte de receita tributária de Stanleyville.

#### Ruanda
Claire Wallace, Christian Haerpfer e Pamela Abbott escrevem que, apesar de Ruanda ter a mais alta representação de mulheres no parlamento do mundo, existem três grandes questões de gênero na sociedade ruandesa: a carga de trabalho das mulheres, o acesso à educação e a violência de gênero. Eles concluem que as atitudes em relação às mulheres nas instituições políticas de Ruanda não foram filtradas pelo resto da sociedade ruandesa e que, para os homens, mas não para as mulheres, existem diferenças geracionais quando se trata de atitudes baseadas em gênero.

### África Oriental

#### Seychelles
As mulheres nas Seychelles gozam dos mesmos direitos legais, políticos, econômicos e sociais que os homens. A sociedade seichelense é essencialmente matriarcal. As mães tendem a ser dominantes no lar, controlando as despesas mais atuais e cuidando dos interesses dos filhos. Mães solteiras são a norma social e a lei exige que os pais sustentem seus filhos. Os homens são importantes por sua capacidade de ganhar, mas seu papel doméstico é relativamente periférico. As mulheres mais velhas costumam contar com o apoio financeiro de familiares que moram em casa ou com contribuições dos ganhos de crianças crescidas.

#### Sudão do Sul
As mulheres da República do Sudão do Sul também foram ativas em causas de libertação, "fornecendo comida e abrigos" aos soldados e "cuidando de crianças" e "cuidando de heróis e heroínas feridos" durante sua luta política anterior à guerra do país. independência. Um exemplo foi a formação do Katiba Banat ou batalhão de mulheres.

#### Sudão
O Sudão é um país em desenvolvimento que enfrenta muitos desafios em relação à desigualdade de gênero. A Freedom House deu ao Sudão a classificação mais baixa possível entre os regimes repressivos durante 2012. O Sudão do Sul recebeu uma classificação um pouco mais alta, mas também foi classificada como "não gratuita". No relatório de 2013 de 2012, o Sudão ocupa o 171.º lugar entre 186 países no Índice de Desenvolvimento Humano (IDH). O Sudão também é um dos poucos países que não são signatários da Convenção sobre a Eliminação de Todas as Formas de Discriminação Contra as Mulheres (CEDAW). Apesar de tudo isso, houve mudanças positivas em relação à igualdade de gênero no Sudão. Em 2012, as mulheres representavam 24,1% da Assembléia Nacional do Sudão.

#### Uganda
Os papéis das mulheres ugandenses estão claramente subordinados aos dos homens, apesar das substanciais responsabilidades econômicas e sociais das mulheres nas muitas sociedades tradicionais de Uganda. As mulheres são ensinadas a aceitar os desejos de seus pais, irmãos, maridos e, às vezes, outros homens, e a demonstrar sua subordinação aos homens na maioria das áreas da vida pública. Mesmo na década de 1980, esperava-se que as mulheres nas áreas rurais de Buganda se ajoelhassem ao falar com um homem. Ao mesmo tempo, porém, as mulheres assumiram as principais responsabilidades pelo cuidado da criança e pelo cultivo de subsistência, e no século XX, as mulheres fizeram contribuições substanciais para a agricultura de rendimento.

## Participação no mercado de trabalho
As mulheres na África são altamente ativas, seja na esfera do trabalho formal ou informal. No entanto, na esfera formal, as mulheres africanas detêm apenas 40% dos empregos formais, o que levou a uma disparidade de gênero no trabalho de 54%.< Segundo a análise de Bandara em 2015, essa diferença de gênero no trabalho equivale a uma perda de 255 bilhões de dólares no crescimento econômico, porque as mulheres não podem contribuir totalmente para o crescimento econômico. Além disso, as mulheres ganham em média dois terços dos salários de seus colegas homens. Alguns dos desafios que as mulheres africanas enfrentam para encontrar trabalho formal são sua falta geral de educação e habilidades técnicas, proteção fraca contra contratações discriminatórias por gênero e dupla carga de trabalho com a expectativa de continuar com as tarefas domésticas e a criação de filhos. A maioria dos alimentos da África é produzida por mulheres, mas cada agricultora produz significativamente menos alimentos que os agricultores porque as agricultoras não têm acesso à mesma terra, fertilizantes, tecnologia e crédito para obter a máxima eficiência. Por exemplo, as mulheres na Etiópia e Gana produzem 26% e 17% menos alimentos do que seus colegas homens como resultado da desigualdade de recursos.
A agência de desenvolvimento rural do governo senegalês visa organizar as mulheres das aldeias e envolvê-las mais ativamente no processo de desenvolvimento. As mulheres desempenham um papel de destaque nos comitês de saúde da aldeia e nos programas pré e pós-natal. Nas áreas urbanas, a mudança cultural levou as mulheres a entrar no mercado de trabalho como balconistas de escritório e varejo, empregadas domésticas e não qualificadas em fábricas de têxteis e fábricas de conservas de atum. As organizações não-governamentais também são ativas na promoção de oportunidades econômicas para mulheres no Senegal. Os empréstimos de microfinanciamento para empresas de mulheres melhoraram a situação econômica de muitos.

## Mulheres notáveis
Ellen Johnson Sirleaf, da Libéria, foi a primeira mulher presidente da África. Desde a eleição de Sirleaf para o cargo, Joyce Banda, do Malawi, Ameenah Gurib, das Maurícias, e Sahle-Work Zewde, da Etiópia, também subiram às presidências de seus respectivos países. Alguns outros líderes políticos (em nenhuma ordem específica) são Sylvie Kinigi do Burundi, Luisa Diogo de Moçambique, Agathe Uwilingiyimana de Ruanda, Maria das Neves de São Tomé e Príncipe, Aminata Toure do Senegal e Saara Kuugongelwa da Namíbia. Todas ocuparam o cargo de primeira-ministra de seu país. Além dos líderes políticos, os países africanos ostentam muitas artistas, escritores e ativistas. Por exemplo: letrista de São Tomé e Príncipe do hino nacional e renomada escritora, Alda do Espírito Santo; A cantora e ativista do apartheid sul-africana Miriam Makeba; romancista e palestrante nigeriana, Chimamanda Ngozi Adichie ; empresário etíope da SoleRebels, Belém Alemu ; e ativista ambiental, Wanjira Mathai.

## Violência baseada em gênero

### Proteções legais para assédio sexual
No Benin, a aplicação da lei contra o estupro, cuja pena pode ser de até cinco anos de prisão, é dificultada pela corrupção, trabalho policial ineficaz e medo de estigma social. A incompetência policial resulta na redução da maioria das ofensas sexuais a delitos. A violência doméstica é generalizada, com penas de até 3 anos de prisão, mas as mulheres relutam em relatar casos e as autoridades relutam em intervir no que geralmente é considerado assuntos particulares.

### Mutilação genital feminina
Em algumas culturas africanas, a mutilação genital feminina é vista como uma passagem tradicional à feminilidade e uma maneira de purificar o corpo de uma mulher. Existem quatro níveis de circuncisão feminina: o Tipo 1 envolve a remoção completa do clitóris, o Tipo 2 vai além do Tipo 1 e remove os pequenos lábios também, o Tipo 3 costura a vagina após um procedimento do Tipo 2 e o Tipo 4 é qualquer mutilação de tecido vaginal. O procedimento é muito doloroso e geralmente praticado sem equipamento médico e procedimentos de higiene adequados, levando a um alto risco de infecção e dor crônica. A mutilação genital feminina é praticada no Senegal, Mauritânia, Mali, Nigéria, Níger, Chade, Egito, Camarões, Sudão, Etiópia, Somália, Quênia, Uganda, República Centro-Africana, Gana, Togo, Benin, Burkina Faso, Serra Leoa, entre outros.

### Feminicídio
O feminicídio é amplamente definido como o "assassinato intencional de mulheres" que inclui assassinatos por honra, dote, orientação sexual e crimes de ódio e infanticídio feminino. De acordo com um estudo de 2013 de Abrahams, a África do Sul tem a quarta maior taxa de homicídios femininos, com 12,9 por 100.000 mulheres sendo assassinadas por parceiros íntimos na África do Sul anualmente. Com uma taxa de 7,5 / 100.000 mulheres, as mulheres na África do Sul têm quatro vezes mais chances de serem assassinadas com uma arma do que uma mulher nos Estados Unidos.